# Ailurofobia
L'ailurofobia o elurofobia è la paura irrazionale e persistente dei gatti. La persona che manifesta questa fobia ha paura della vicinanza di questi animali, anche se ci si trova di fronte a esemplari inoffensivi o amichevoli.
È una fobia abbastanza comune; spesso, chi ne soffre, associa inconsciamente il gatto al soprannaturale (infatti a volte questa si limita ai gatti neri, che nel Medioevo erano associati alle streghe e al demonio).
Questa fobia può essere causata anche da un'esperienza spiacevole con i gatti durante la prima infanzia: il bambino, infatti, vista la tenera età, una volta graffiato da un gatto, può esserne toccato sensibilmente e portarsi questa paura fino alla maturità psicologica. Un'altra causa può essere stata un'esperienza negativa non con un gatto ma con un grande felino (un leone, una tigre, un leopardo, ecc.) che di riflesso causa la paura dei gatti perché somiglianti.

## Nella cultura pop
Nei cartoni animati e nei fumetti giapponesi, alcuni personaggi appaiono afflitti da questa forma di fobia. 
- Nel film d'animazione giapponese Ali Babà e i 40 ladroni, il genio della lampada ha questo problema.
- Nel film La Mummia, Imhotep, antagonista principale e non morto, soffre di una grave forma di ailurofobia dovuta alla natura dei gatti, nella mitologia egizia, quali custodi dei morti.
- Nell'anime Ranma ½, il personaggio principale soffre di una grave forma di ailurofobia che lo porta a scappare ogni volta che vede un gatto; tutto ciò è dovuto a una demenziale quanto inutile tecnica di allenamento utilizzata da suo padre nell'infanzia di Ranma, consistente in gatti che gli saltarono addosso, cosa che lo traumatizzò a vita. Quando Ranma entra troppo a lungo in contatto con questi animali si difende assumendo inconsciamente un atteggiamento da gatto.
- Nel fumetto City Hunter, il gigantesco Falcon ha questo problema.
- Nel film Matilda 6 mitica, la preside Trinciabue teme i gatti neri in quanto molto superstiziosa.
- Nella serie di strisce a fumetti Big Nate, Nate soffre di ailurofobia e va in panico se un gatto si avvicina troppo.